# Liste der orbitalen Raketenstarts (2012)
Im Mai und/oder September 2012 gab es möglicherweise einen beziehungsweise zwei weitere, fehlgeschlagene Startversuche mit der iranischen Rakete Safir.

## Startliste
Januar – Februar – März – April – Mai – Juni – Juli – August – September – Oktober – November – Dezember
| 44A 44B |  | Fehlschlag |

| 54A 54B |  | Teilerfolg |

Art / Zweck: Die Abkürzung „TE“ steht für „Technologieerprobung“, also das Testen neuer Satellitentechnik; das Symbol ◻ kennzeichnet Cubesats. Siehe Satellitentypen für weitere Erläuterungen.

## Fehlschläge und Teilerfolge
1. ↑  Die Rakete zerbrach oder explodierte etwa zwei Minuten nach dem Start (lt. Asia One, 13. April 2012).
2. ↑  Laut offiziellem Untersuchungsbericht kam es wegen eines fehlerhaften Bauteils zu Druckschwankungen in dem Heliumsystem, das unter anderem die Tanks der Bris-M-Oberstufe unter Druck setzt. Dadurch schaltete sich das Triebwerk der Stufe kurz nach der dritten Zündung wieder ab. Statt der geplanten geostationären Umlaufbahnen wurden die beiden Satelliten in unbrauchbaren niedrigen Erdumlaufbahnen ausgesetzt. (Russian Space Web; Orbits per Space-Track.org)
3. ↑  Eines der neun Erststufentriebwerke der Falcon 9 fiel 79 Sekunden nach dem Start aus. Die Rakete ist so ausgelegt, dass sie ihre Mission auch mit acht funktionsfähigen Triebwerken noch erfüllen kann. Allerdings sank die Erfolgswahrscheinlichkeit auf nur noch 95 %, weshalb die CRS-Mission zum Schutz der ISS automatisch abgebrochen und die zweite Stufe nicht mehr gezündet wurde. Dadurch wurde die Sekundärnutzlast von Orbcomm in einem zu niedrigen Orbit ausgesetzt; der Satellit verglühte nur zwei Tage später in der Atmosphäre. (Spaceflight Now, 11. Oktober 2012; Wiedereintritt des Satelliten per Space-Track.org)
4. ↑  Wahrscheinlich wurde ein Turbopumpenlager des Triebwerks des Bris-M-Oberstufe beschädigt. Dadurch fiel das Triebwerk nach seiner vierten Zündung aus, und der Satellit wurde in einem zu niedrigen Orbit ausgesetzt. Er erreichte die Zielumlaufbahn anschließend durch zusätzliche Bahnmanöver mit eigenem Antrieb. (Russian Space Web)

## Weitere Anmerkungen
1. ↑  Der Behälter mit den Miniurnen war an der oberen Stufe der Rakete befestigt und fiel mit dieser nach 36 Tagen wieder zurück zur Erde.
2. 1 2  Diese Kleinsatelliten wurden zur ISS gebracht und von dort ins All ausgesetzt. Ihre Cospar-IDs sind von der Kennung der ISS (1998-067A) abgeleitet. In Datenbanken wie dem NSSDC-Katalog sind diese Satelliten unter Umständen nicht erfasst.
3. ↑  Fengniao 1 (64B) sollte einen Subsatelliten aussetzen, der jedoch nicht identifiziert werden konnte.